# Novi Svit
Novi Svit (en ucraniano: Новий Світ, en ruso: Новый Свет, Novi Svet) es una pequeña ciudad turística de Ucrania situada en la parte sureste de la península de Crimea, a orillas del mar Negro, rodeado por tres lados por montañas. Forma parte del Municipio de Sudak, dentro de la República Autónoma de Crimea de Ucrania y reclamada por la República de Crimea en Rusia. Su soberanía está discutida con Ucrania, ya que esta no reconoce el referéndum de 2014 sobre su anexión a Rusia. 

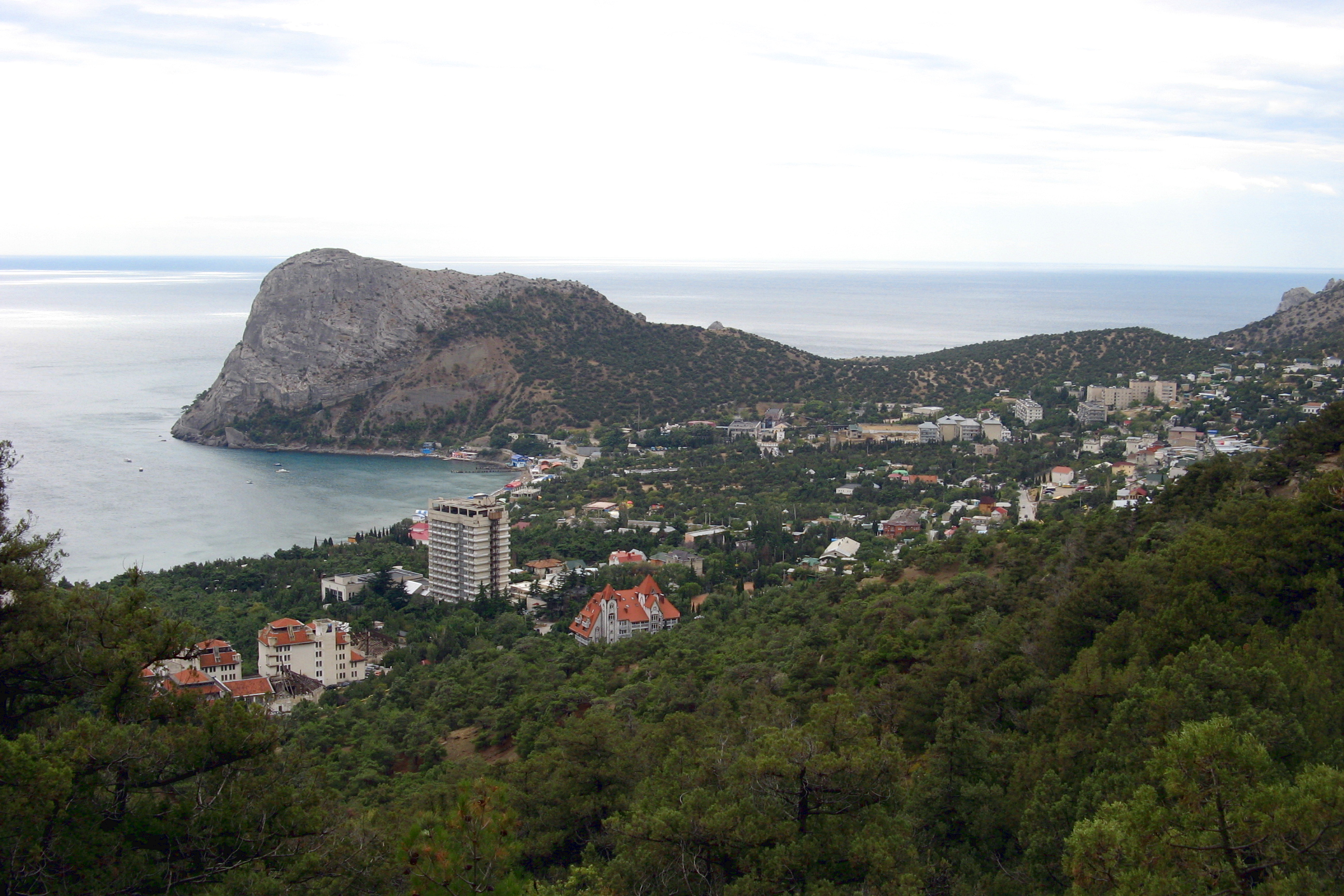
Vista de la ciudad.

La ciudad está situada en una zona muy pintoresca donde se filmaron numerosas películas soviéticas. Cuenta con unas excelentes playas, un par de complejos hoteleros (uno de los cuales se suponía que era para los soviéticos cosmonautas), un túnel de varios kilómetros dentro de una montaña, donde una fábrica almacena sus productos, y un gran bosque de enebro.